# Саудівсько-кувейтська нейтральна зона
28°31′42″ пн. ш. 48°03′45″ сх. д. / 28.528205° пн. ш. 48.062422° сх. д.
Саудівсько-кувейтська нейтральна зона — територія площею 5770 км² між кордонами Саудівської Аравії та Кувейту, що залишилася невизначеною, коли кордон було встановлено Укеїрською конвенцією від 2 грудня 1922 р. 

За словами Деніеля Єргіна, «Нейтральна зона — близько 2000 квадратних миль безплідної пустелі, яка була вирізана британцями в 1922 році під час проведення кордону між Кувейтом і Саудівською Аравією. 
Щоб розмістити бедуїнів, що блукали туди-сюди між Кувейтом і Саудівською Аравією і для яких національність була туманним поняттям, було домовлено, що дві країни поділять суверенітет над територією». 

У районі, який пізніше було названо «нейтральною зоною» або «розділеною зоною», Укеїрська конвенція зазначала, що «уряд Неджду та Кувейт будуть мати рівні права, доки через добрі послуги уряду Великої Британії не буде досягнуто подальшої угоди між Недждом і Кувейтом щодо цього».
Однак інтерес до більш остаточного врегулювання так званої «нейтральної зони» був незначним до відкриття в 1938 році нафти в Бургані Кувейту. 
З огляду на можливість відкриття нафти в самій «нейтральній зоні», у 1948–1949 роках кожен уряд надавав концесії компаніям Aminoil і Pacific Western Oil Corporation. 
Нафту було виявлено в березні 1953 року. 

Пізніше дві країни розробляли нафту відповідно до спільної операційної угоди.
У 1957 році Саудівська Аравія підписала концесійну угоду з японською компанією Arab Oil Co., а Кувейт підписав у 1958 році. Термін дії цієї концесії закінчився у 2000 році. 

Компанія зробила своє перше морське відкриття в січні 1960 року. 
 : 505 –507 
Переговори про поділ почалися незабаром після того, як правителі Кувейту та Саудівської Аравії зустрілися і у жовтні 1960 року вирішили розділити Нейтральну зону. 
7 липня 1965 року обидва уряди підписали угоду (яка набула чинності 25 липня 1966 року) про поділ нейтральної зони, що прилягала до їхніх територій. 
Демаркаційна угода про розподіл нейтральної зони була підписана 17 грудня 1967 року, але офіційно не набула чинності до обміну документами та підписання, яке відбулося в Кувейті 18 грудня 1969 року. 
 
Ратифікація відбулася 18 січня 1970 року, і угода була опубліковано в Кувейтській офіційній газеті 25 січня 1970 р. 

Зоні ніколи не призначався код ISO 3166, оскільки вона була розділена до прийняття ISO 3166 у 1974 році.
Ця територія була швидко, але ненадовго захоплена під час Першої війни в Перській затоці іракськими військами в 1991 році після того, як вони вторглися та окупували Кувейт; однак сили коаліції, що складалися з американського та саудівського контингентів, відбили наступ Іраку та звільнили територію та решту Кувейту.

Попри те, що зони немає вже півстоліття, прокачування нафти досі відбувається за договорами. 
.

У грудні 2022 року Saudi Aramco і Kuwait Gulf Oil Company підписали Меморандум про взаєморозуміння щодо спільної розробки газового родовища Дурра, розташованого в нейтральній зоні. 
Розробка спрямована на видобуток 1 мільярда кубічних футів газу та 84 000 барелів СПГ на добу. 